# Big Sandy (Tennessee)
Big Sandy is een plaats (town) in de Amerikaanse staat Tennessee, en valt bestuurlijk gezien onder Benton County.

## Demografie
Bij de volkstelling in 2000 werd het aantal inwoners vastgesteld op 518.
In 2006 is het aantal inwoners door het United States Census Bureau geschat op 515, een daling van 3 (-0,6%).

## Geografie
Volgens het United States Census Bureau beslaat de plaats een oppervlakte van
1,8 km², geheel bestaande uit land. Big Sandy ligt op ongeveer 169 m boven zeeniveau.

## Plaatsen in de nabije omgeving
De onderstaande figuur toont nabijgelegen plaatsen in een straal van 28 km rond Big Sandy.